# Аденозинмонофосфат
Аденозин монофосфатът (също 5'-аденинова киселина или АМФ) е нуклеотид, производен на нуклеозида аденозин естерифициран с фосфорна киселина. АМФ е мономер участващ в изграждането на структурата на РНК. При участие в съединения остатъкът му се означава като аденилил-.

## Получаване и разграждане
АМФ може да се получи при синтаза на АТФ от ензима аденилаткиназа от трансфера на фосфат между две аденозиндифосфатни молекули:
2 АДФ → АТФ + АМФ
АМФ може да се получи при хидролизата на макроергичната фосфатна връзка на АДФ:
АДФ → АМФ + Pi
Както и при хидролиза на АТФ до АМФ и пирофосфат:
АТФ → АМФ + PPi
При разграждането на РНК се получават нуклеозидмонофосфати, сред които е и АМФ.